# Seleukidische Ära

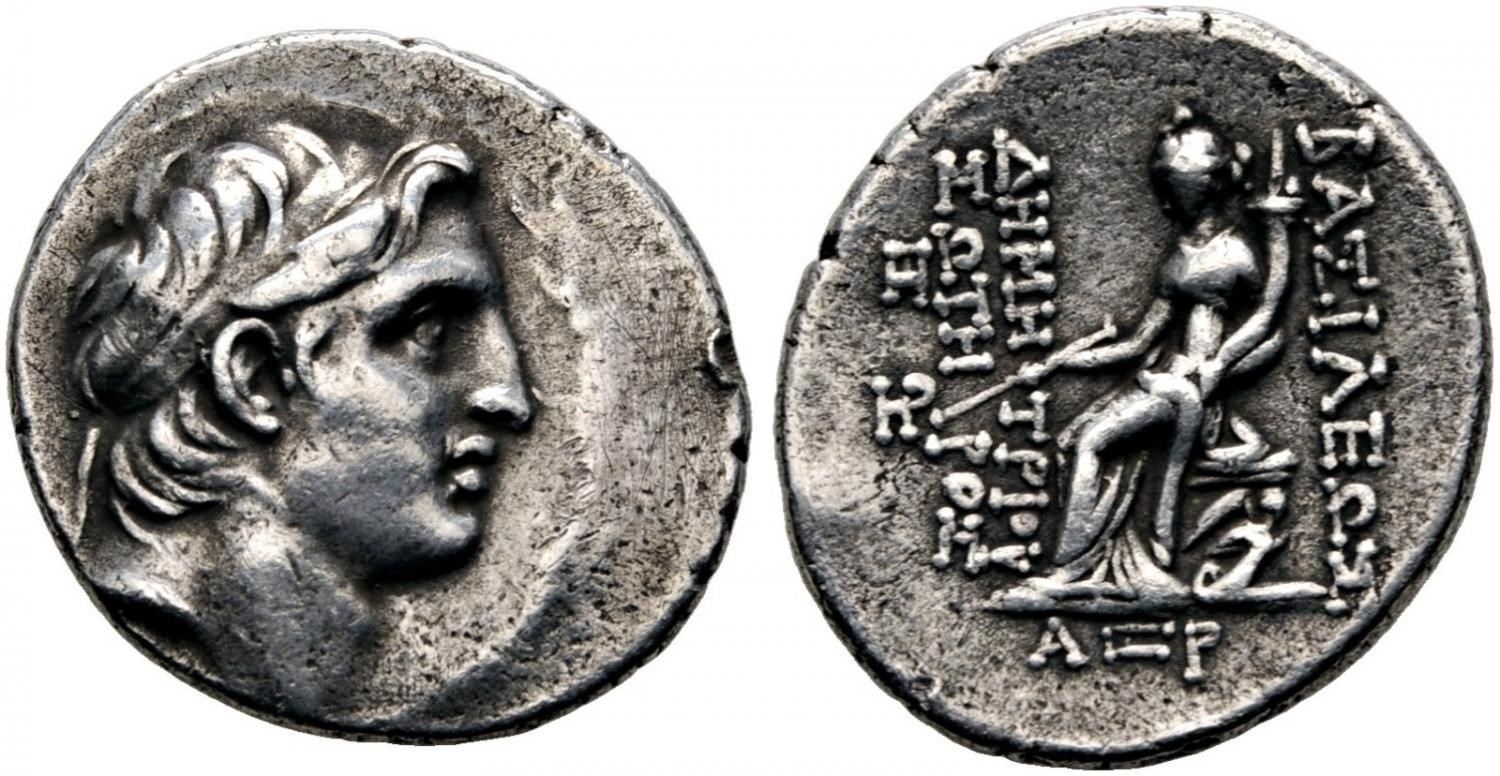
Jahreszahl AΞP im Abschnitt eines Tetradrachmen von Demetrios I. (Soter). AΞP entspricht im milesischen Zahlensystem der Zahl 161. Somit handelt es sich um eine Münze aus dem Jahr 151 v. Chr. (312 v. Chr. + 161 = 151 v. Chr.)

Die Seleukidische Ära (abgekürzt SE für englisch Seleucid Era, im Lateinischen AG für Anno Graecorum, im Deutschen auch SÄ) ist eine Jahreszählung oder Epoche, die ab dem 4. Jahrhundert v. Chr. vor allem bei den Seleukiden und Parthern, aber auch bei anderen Völkern im Orient, bis teilweise in die islamische Zeit hinein benutzt wurde. Unter anderem war sie auch in Judäa in Gebrauch, was entsprechende Angaben in 1. Makkabäer bzw. im Neuen Testament belegen. Aufgrund der weiten Verbreitung wurde sie auch als griechische Ära oder Jahreszählung der Griechen schlechthin bezeichnet.
Die Ära bezog sich ursprünglich auf die Regierungsjahre von Seleukos I., einem Diadochen (Nachfolger) Alexanders des Großen, der im Nahen Osten die Dynastie der Seleukiden begründete und der im Jahr 312 v. Chr. Babylon einnahm, was als einschneidendes Ereignis empfunden wurde. Nach seinem Tod wurde aber von seinen Nachfolgern keine jeweils neue Zählung nach Regierungsjahren begonnen, sondern die Zählung ab der Einnahme von Babylon 312 v. Chr. beibehalten.
Obwohl so gebräuchlich, sind auf der Seleukidischen Ära basierende Jahresangaben mit einer grundsätzlichen Unklarheit behaftet, wenn es darum geht, die Daten in moderne Kalenderdaten umzurechnen. Das Kalenderjahr in Syrien beginnt im Oktober, dementsprechend ist das Jahr 1 SE in Syrien Oktober 312 v. Chr. bis September 311 v. Chr. In Babylon beginnt das Kalenderjahr im April, dementsprechend ist Jahr 1 SE in Babylon April 311 v. Chr. bis März 310 v. Chr. Datumsangaben, die nur mit einer Jahreszahl überliefert sind, beziehen sich deshalb immer auf zwei Jahre des gregorianischen Kalenders. Der makedonisch-seleukidische Kalender beginnt ebenso wie der syrische Kalender im Oktober 312 v. Chr.
Der seleukidische Kalender mischte griechische mit babylonischen Elementen, wobei der Sonnen- als auch der Mondzyklus zugrunde lagen. Ein Jahr hatte zwölf Monate, ein Schaltjahr 13 Monate, dabei gab es innerhalb von 19 Jahren jeweils sieben Schaltjahre.
Im Judentum war der Gebrauch der seleukidischen Ära weit verbreitet, u. a. auf Ketubbot (Eheverschreibungen) und Scheidebriefen. Die jemenitischen Juden (Temanim) benutzten die Ära noch im 20. Jahrhundert.